# Heidtmann
Heidtmann ist ein deutscher Familienname.

## Herkunft und Bedeutung
Heidtmann ist ein Wohnstättenname für Personen, die an einer Heide wohnen.

## Varianten
- Heidemann, Heidmann, Heitmann

## Namensträger
- Andreas Heidtmann (* 1961), deutscher Lektor, Autor und Herausgeber
- Anna Heidtmann-Bacharach (1872–1942), deutsche Malerin
- Bernhard Heidtmann (1938–2014), deutscher marxistischer Philosoph und Soziologe
- Dieter Heidtmann (* 1963), deutscher evangelischer Theologe, Pfarrer, Politiker und Politikwissenschaftler
- Frank Heidtmann (1937–2023), deutscher Bibliothekswissenschaftler
- Hans Heidtmann (1914–1976), deutscher Marineoffizier
- Herbert Heidtmann (1928–2013), deutscher Politiker, MdL (SPD)
- Horst Heidtmann (1948–2005), deutscher Literaturwissenschaftler und Autor
- Jacob Heidtmann (* 1994), deutscher Schwimmsportler
- Stefan Heidtmann (* 1958), deutscher Jazzmusiker
- Ursula Heidtmann (1917–2015), deutsche Tennisspielerin